# Kucowo
Kucowo (bułg. Куцово) – wieś w Bułgarii, w obwodzie Kyrdżali, w gminie Czernooczene. Wieś wyludniała.